# Протяжність
Протяжність — одна з характеристик простору, яка виражає його розміри. В понятті протяжність зафіксовано відносну постійність певних типів зв'язку, що зумовлює можливість порівняння розмірів фізичних тіл. 
Історії науки відомі два протилежні підходи до тлумачення протяжності. За субстанційною концепцією простору, починаючи від грецьких атомістів до  Ньютона і Декарта), протяжність — єдина його характеристика. Метафізично відриваючи простір від матеріальної взаємодії речей і процесів, ця концепція тлумачить протяжність як первинну сутність субстанції. Релятивна концепція просторово-часової структури (Дідро, Лейбніц і сучасні теорії багатомірного простору) дає розуміння протяжності як відношення порядку й взаємного розташування фізичних тіл. Для вироблення уявлень про фізичні властивості простору (наприклад, конечність чи безконечність протяжності реального простору) треба брати до уваги розподіл і рух мас матерії. Без введення ідеї залежності геометрії простору від його фізичної природи поняття протяжності залишається абстракцією. Положення про зумовленість геометрії простору особливостями матеріального руху фізичних тіл реалізував Ейнштейн у загальній теорії відносності. 